# Glyphotes simus
Glyphotes simus is een zoogdier uit de familie van de eekhoorns (Sciuridae). De wetenschappelijke naam van de soort werd voor het eerst geldig gepubliceerd door Oldfield Thomas in 1898.

## Voorkomen
De soort komt voor in Maleisisch Borneo.